# Dryopteris sandwicensis
Dryopteris sandwicensis är en träjonväxtart som först beskrevs av William Jackson Hooker och George Arnott Walker Arnott och som fick sitt nu gällande namn av Carl Frederik Albert Christensen.
Dryopteris sandwicensis ingår i släktet Dryopteris och familjen Dryopteridaceae. Inga underarter finns listade i Catalogue of Life.

## Bildgalleri

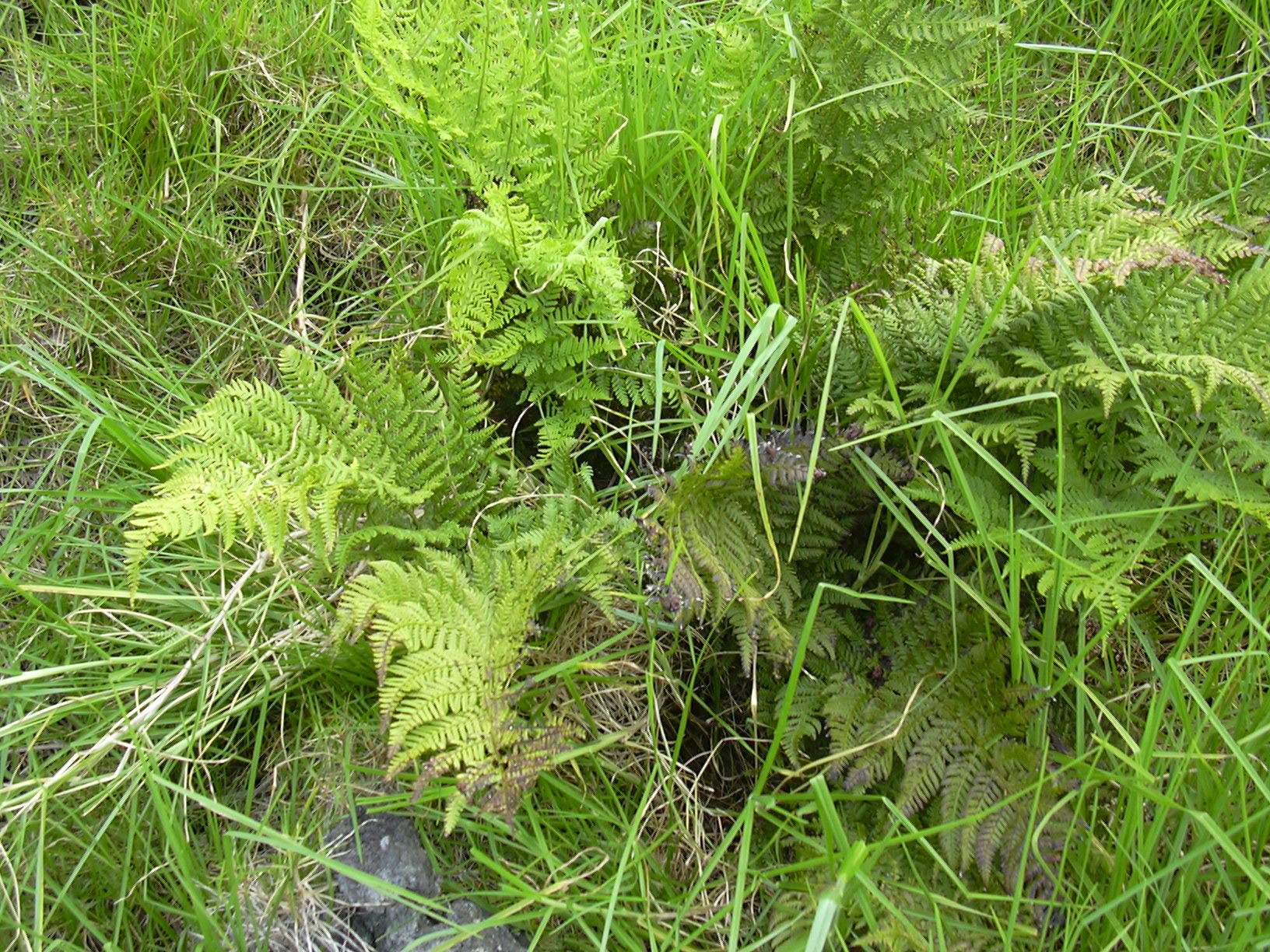
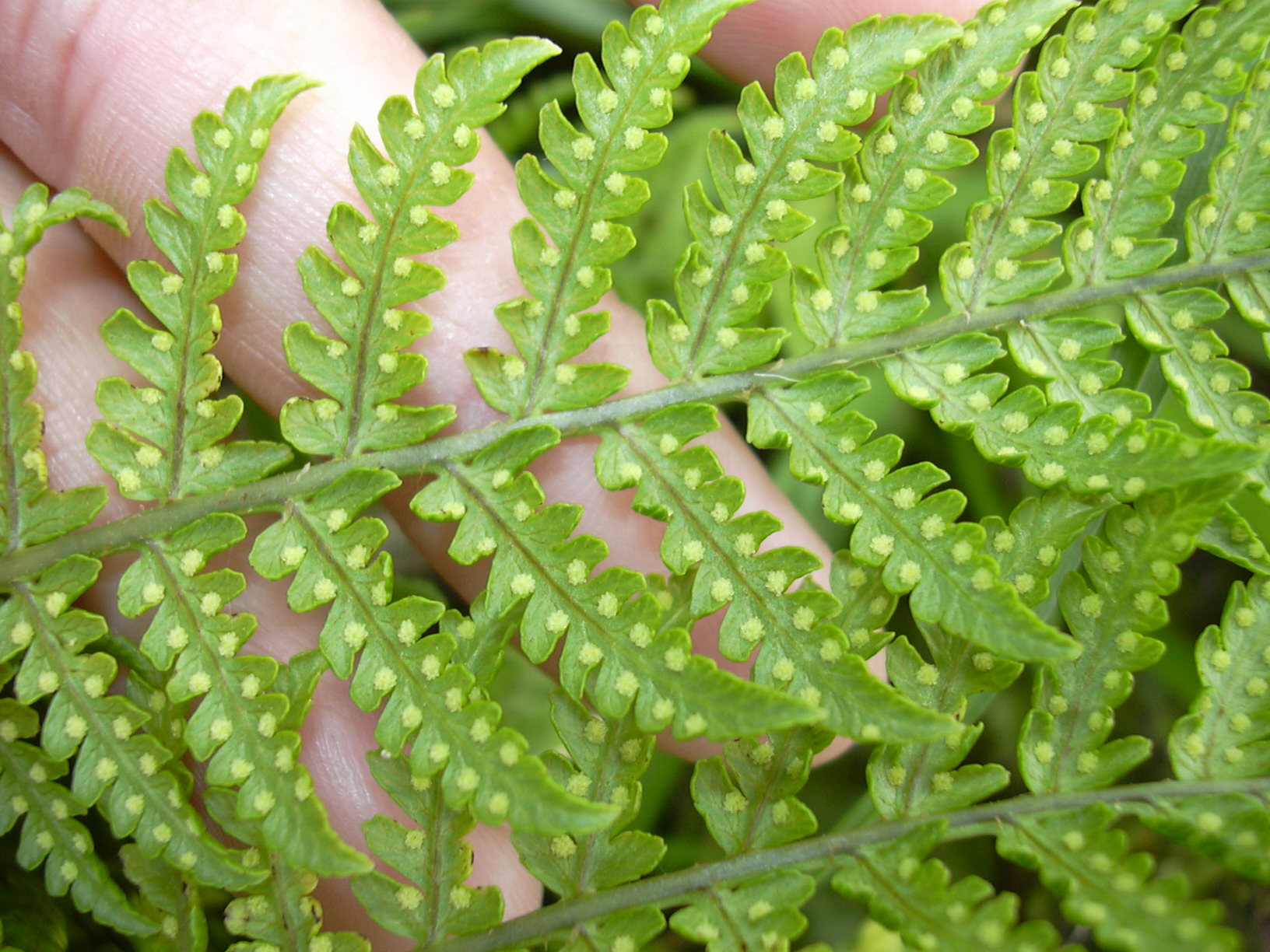
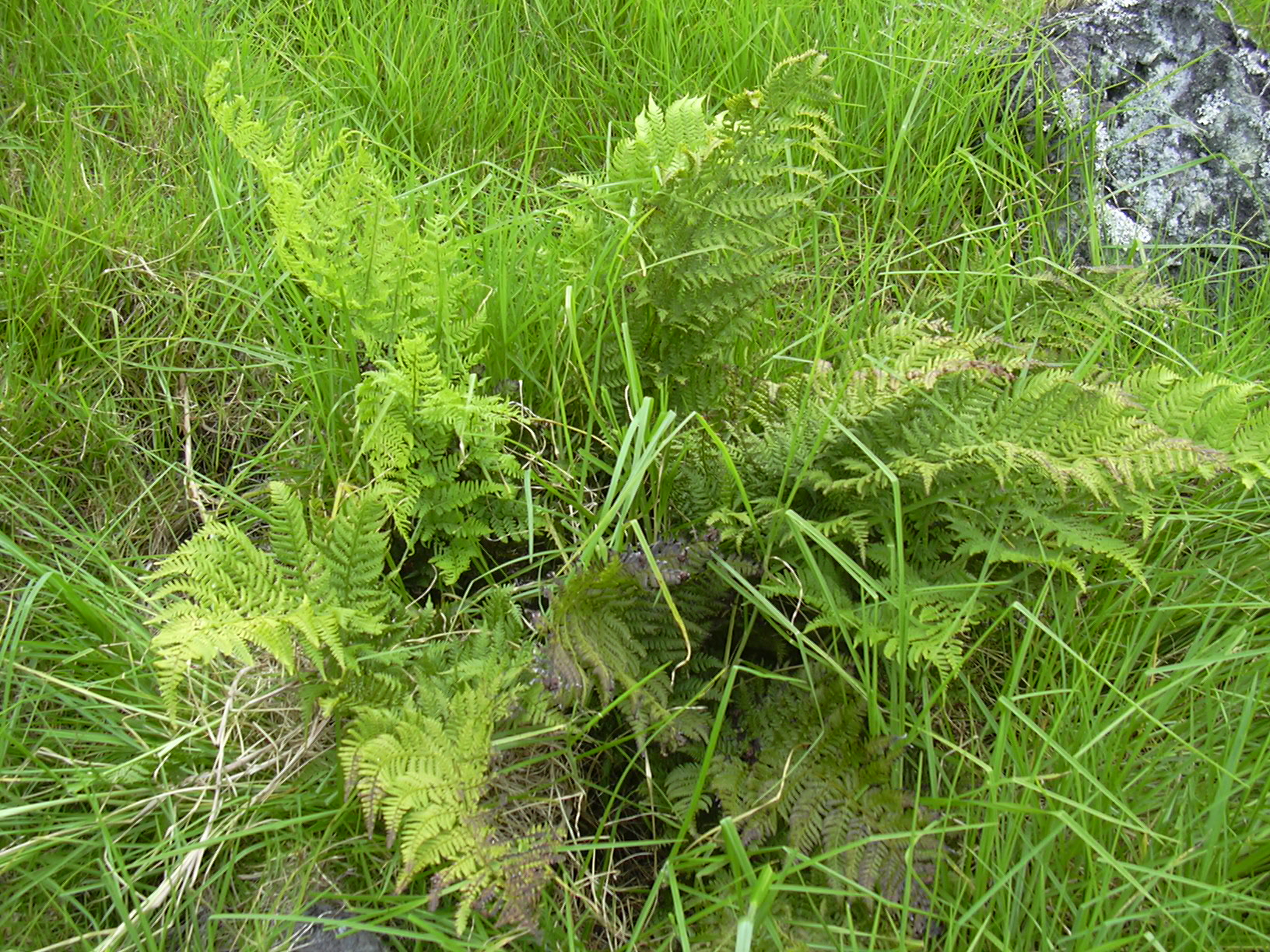
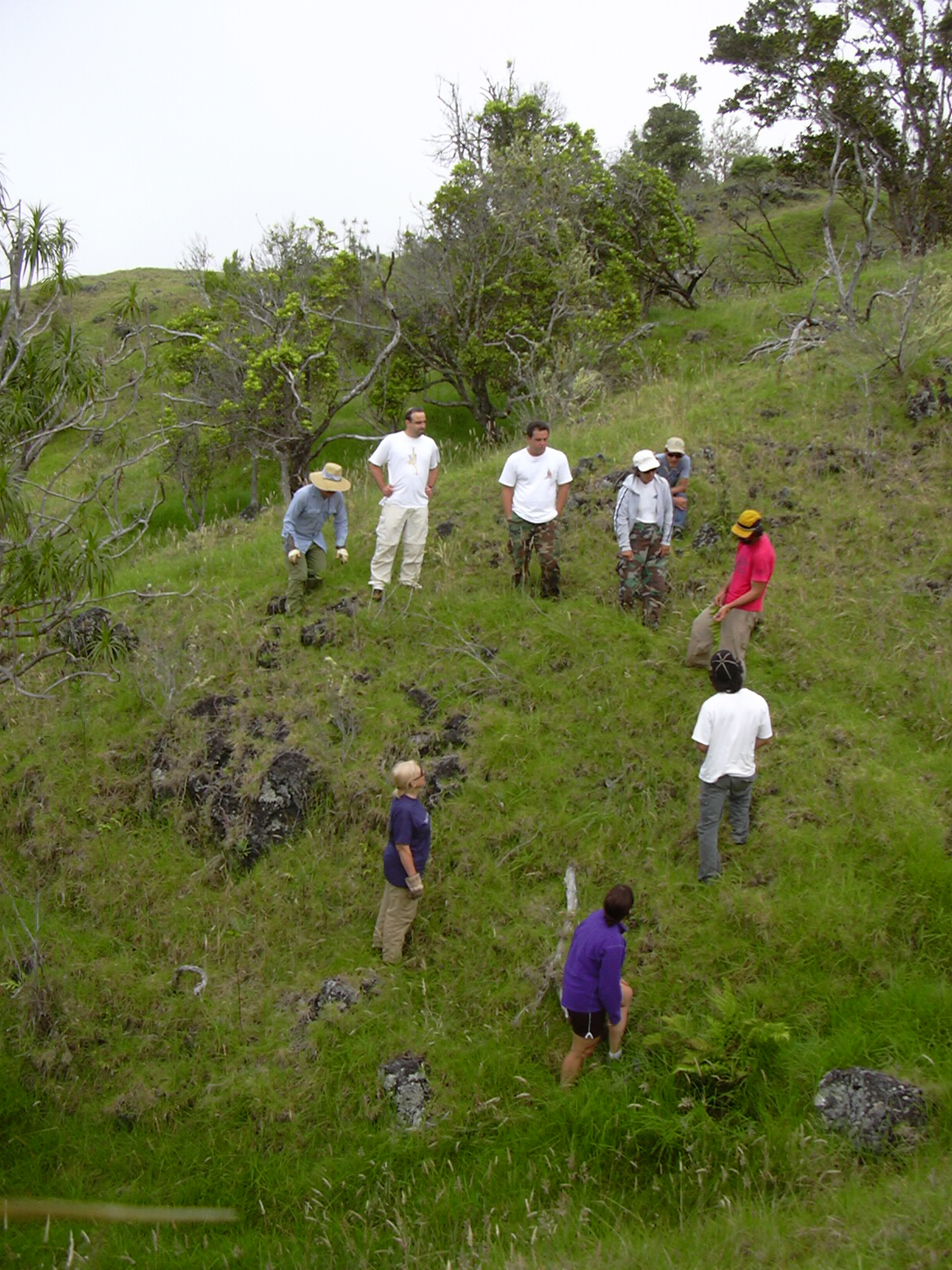
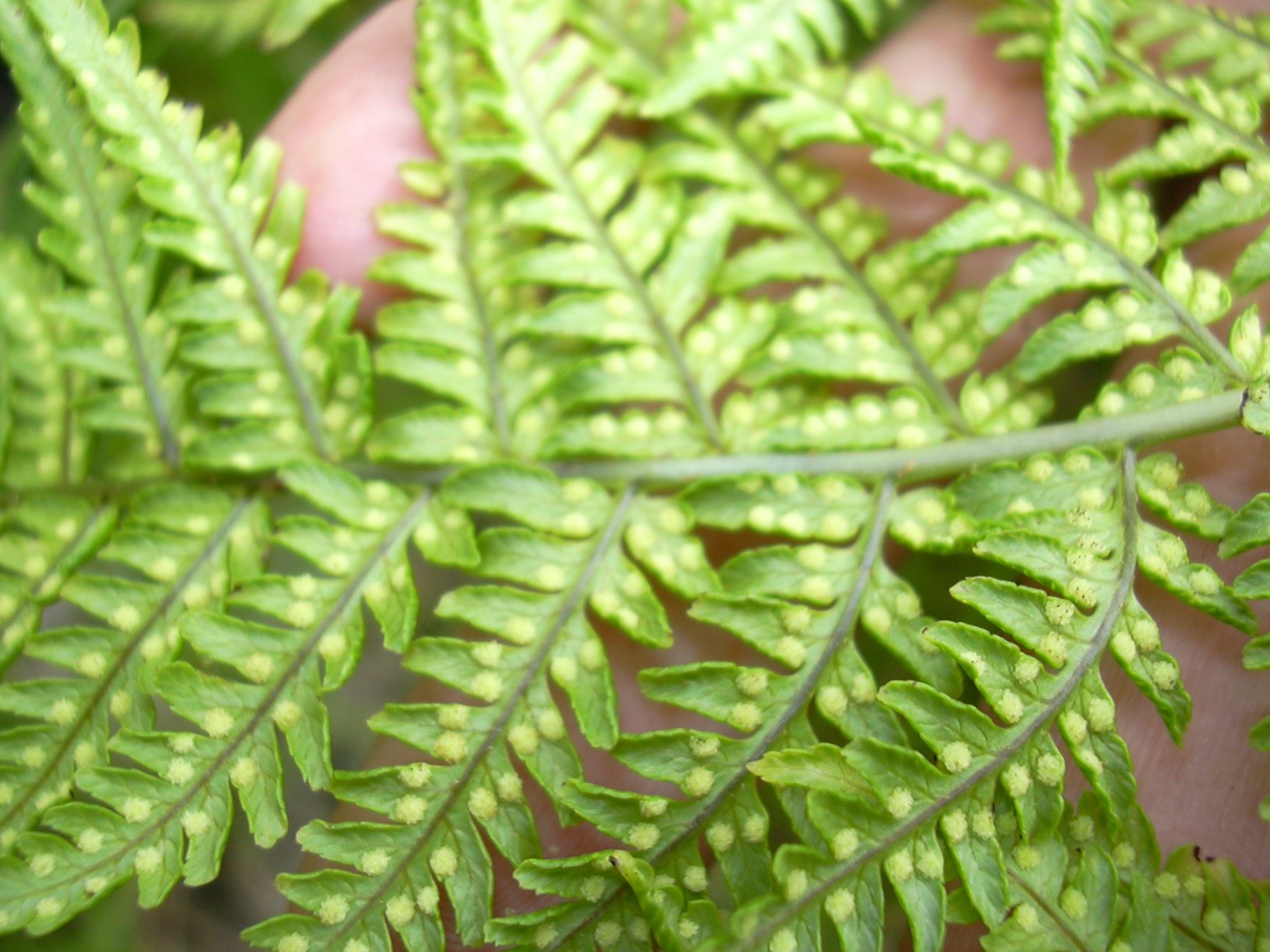